# Hensen M30

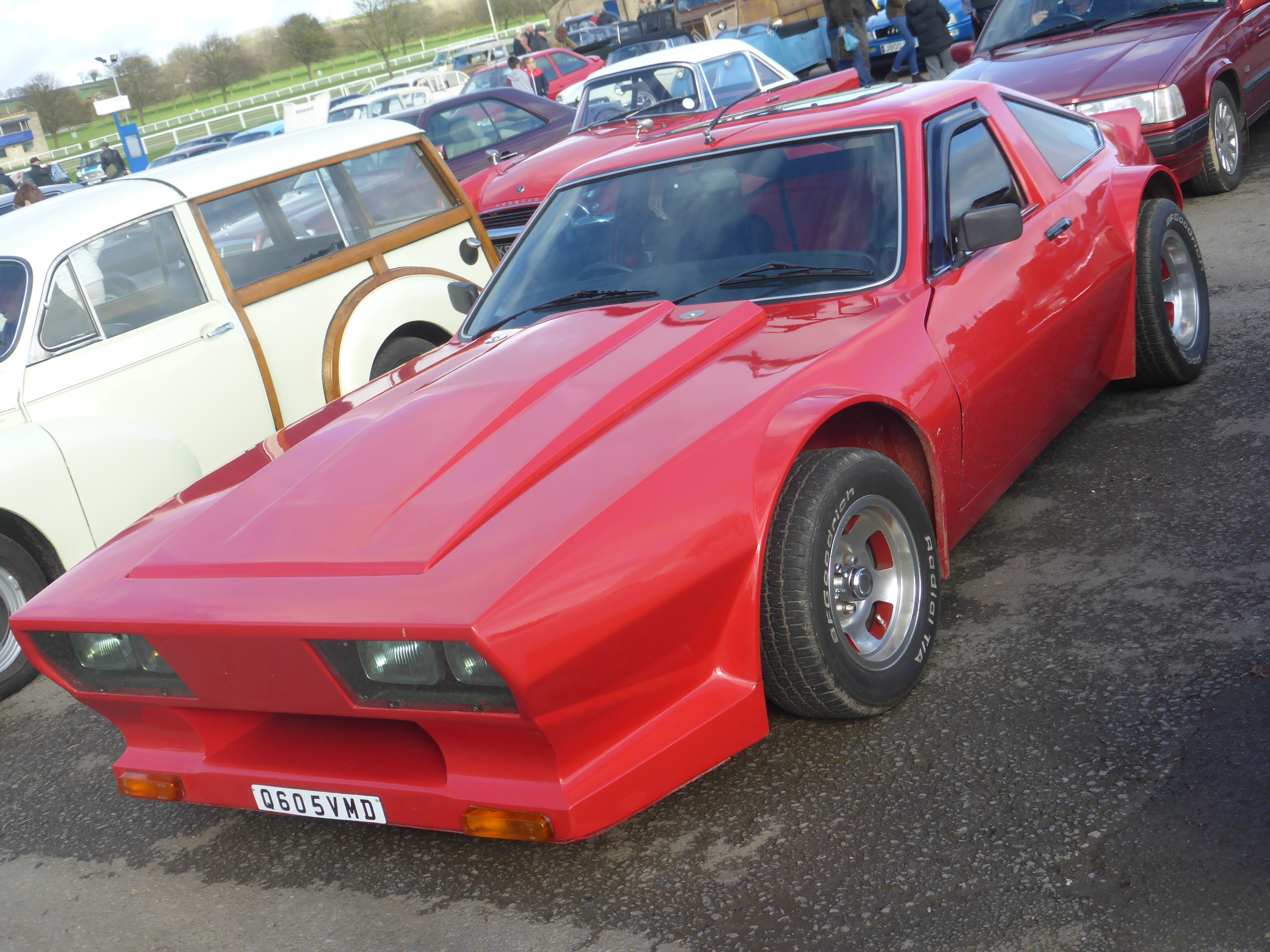
Hensen M30

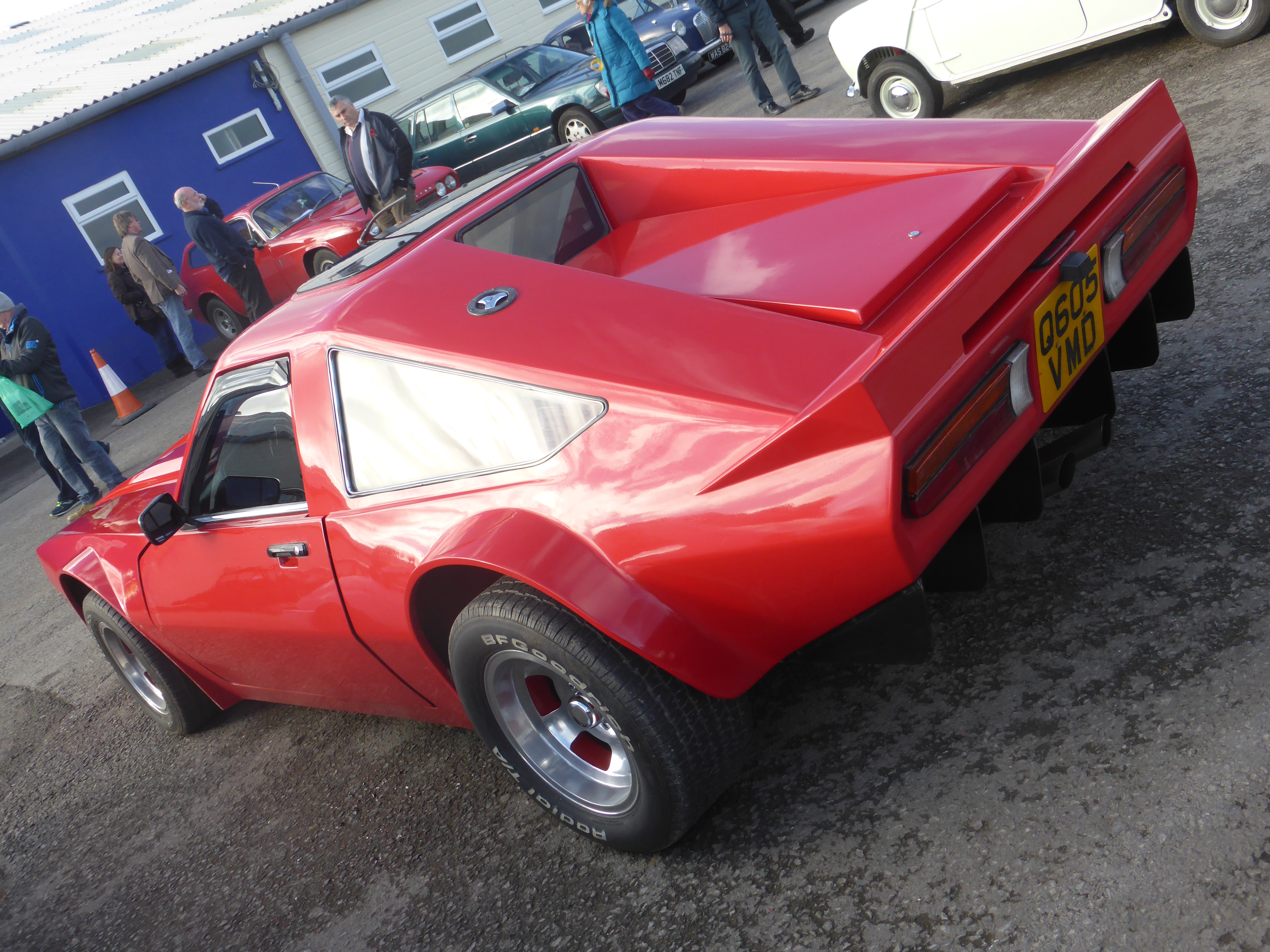
Heckansicht

Der Hensen M30 ist ein britischer Sportwagen, der von 1983 bis 1985 in wenigen Exemplaren von Hensen Automotive hergestellt wurde. Einige Fahrzeuge wurden werksseitig komplettiert, andere wurden als Bausatz ausgeliefert.

## Hintergrund
Hensen Automotive wurde von dem Nachtclubbesitzer Hugo Henricksen gegründet. Henricksen besaß seit den 1970er-Jahren mehrere Kit Cars, die aus amerikanischen Bausätzen komplettiert worden waren. Mit dem M30 konstruierte er sein erstes eigenes Auto, das er ab 1983 interessierten Kunden zum Kauf anbot. Der M30 wurde als Auto vorgestellt, das in besonderem Maße auf Sicherheit wert legte. Die Produktion endete 1985. Hensen verkaufte die Konstruktion des M30 1985 an den britischen Kit-Car-Hersteller Eagle Cars; hier kam aber keine weitere Serienproduktion zustande. Fünf Jahre später erwog Henricksen, die Produktion des M30 mit Blick auf den amerikanischen Markt wieder aufzunehmen; da sich hier aber kein ausreichendes Kundeninteresse zeigte, scheiterte die Wiederbelebung des Projekts.

## Technik des M30
Der Hensen M30 war ein zweitüriger geschlossener Sportwagen mit einer Fließheckkarosserie. Das Fahrzeug ruhte auf einem massiven, „handfesten“ Gitterrahmen aus Stahl, den Henricksen mit Blick auf größtmögliche Sicherheit hatte konstruieren lassen. Die Karosserie bestand aus Kunststoff. Das Design wird rückblickend eher kritisch gewürdigt; es wird als das eines typischen Muscle Cars beschrieben. Auffällig war die sehr lange und nahezu waagerecht verlaufende Frontpartie, die in ihrer Gestaltung an die des Lancia Beta Montecarlo erinnerte. Details wie Frontscheinwerfer und sonstige Anbauten variierten von Fall zu Fall.
In technischer Hinsicht verwendete der M30 zahlreiche Komponenten des Ford Granada (erste Serie). Von Ford kam auch der 3,0 Liter große Sechszylinder-V-Motor (Typ Essex), dessen Einbau werksseitig vorgesehen war.

## Produktion
In drei Jahren entstanden 17 Exemplare des Hensen M30. Die ersten sechs Fahrzeuge wurden bei Hensen komplettiert, die übrigen Exemplare wurden als Bausatz ausgeliefert.
Die meisten Kunden modifizierten einzelne Karosserieteile nach persönlichen Vorstellungen. Teilweise wurden Leuchteneinheiten von Mercedes-Benz eingebaut, andere individualisierten das Cockpit. Im Laufe der Zeit änderten einige Eigentümer auch die Motorisierung, mindestens ein Exemplar war zeitweise mit einem 3,5-Liter-Achtzylindermotor von Rover ausgestattet.

## Abwandlung: Hensen M70
Die Konstruktion des M30 konnte alternativ mit einem 7,0 Liter großen Achtzylindermotor von Ford USA ausgestattet werden. In dieser Version trug das Fahrzeug, angelehnt an den Hubraum des Motors, die Bezeichnung Hensen M70. Ob der M70 werksseitig tatsächlich produziert wurde, ist nicht geklärt.